# Joséphin Soulary

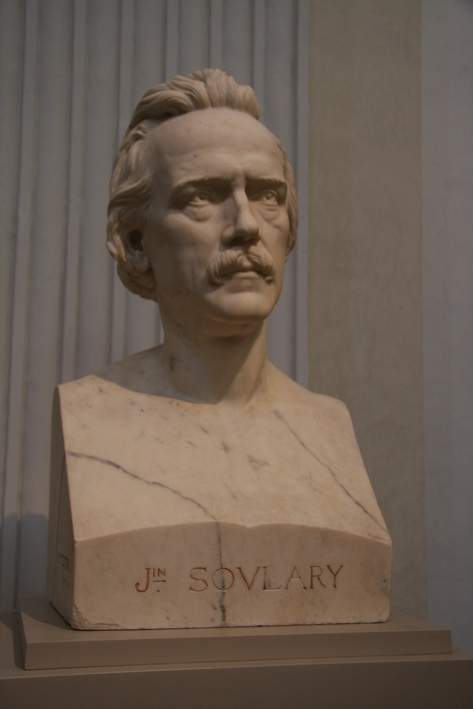
Joséphin Soulary.

Joséphin Soulary, född den 23 februari 1815 i Lyon, död där den 28 mars 1891, var en fransk skald.
Soulary, som var tjänsteman i sin födelsestad, gjorde sig känd som en originell, formskicklig poet, av vars verk särskilt Sonnets humoristiques (1858) väckte uppseende och erkännande.